# Urochloa mosambicensis
Urochloa mosambicensis là một loài thực vật có hoa trong họ Hòa thảo. Loài này được (Hack.) Dandy miêu tả khoa học đầu tiên năm 1931.